# Лавелль, Питер
Питер Лавелль (англ. Peter Lavelle) — автор и ведущий телепередачи CrossTalk на российском спутниковом англоязычном канале Russia Today, а также автор передач In Context и IMHO. Лавелль является ключевой персоной на телеканале как политический комментатор.
CrossTalk — дискуссия о главном событии дня.
Лавелль защитил диссертацию по истории европейской экономики в Калифорнийском университете в Дэвисе (1992—1995). Он проживает в Восточной Европе и России уже более 25 лет.
9 января 2023 года получил гражданство РФ, указом В. В. Путина.